# Смирнов, Николай Николаевич (художник)
Николай Николаевич Смирнов (16 сентября 1938 года, Москва, СССР — 11 декабря 2005 года), Москва, Российская Федерация) — русский живописец, искусствовед, автор статей и книг по искусству.

## Биография
Родился 16 сентября 1938 года в Москве в семье с дворянскими корнями. Через полгода его отец, Николай Николаевич Смирнов, служивший в Генштабе, бал арестован и расстрелян. Его мать, Ирину Александровну Смирнову, вскоре тоже арестовали и отправили в лагерь, а маленького Николая поместили в детский дом для детей врагов народа, откуда его забрала к себе бабушка по материнской линии Ольга Напевкина, которая и вырастила его.
Учился в Московской средней школе № 12. В 1965 году окончил с отличием искусствоведческое отделение исторического факультета Московского университета. В сентябре того же года он становится научным сотрудником Пушкинского музея изобразительных искусств в Москве (1965—1969), а затем — редактором отдела альбомов по искусству издательства «Изобразительное искусство» (1969—1977). Автор журнальных статей о Сандро Боттичелли, Питере Брейгеле, Огюсте Ренуаре, альбомов об Огюсте Ренуаре и Винсенте Ван Гоге.
Живописью Смирнов занимался с детства, сохранились несколько работ тех лет — копии с картин старых мастеров, написанные маслом. В университете его дипломная работа была посвящена Ван Гогу, и ему разрешили копировать в залах Пушкинском музее картину «Красные виноградники в Арле». В 1971 году после посещения с друзьями музея-усадьбы Кусково, где в экспозиции представлены две знаменитые живописные обманки (tromp l’oeil) Г. Н. Теплова, он пишет свою первую обманку «Цветы и карты». В последующие годы Смирнов создаёт еще несколько подобных картин. В 1976 году по совету коллеги по издательству Нины Плавинской, жены художника-нонконформиста Дмитрия Плавинского, он показывает три работы выставочной комиссии Московского объединённого комитета профсоюза художников-графиков на Малой Грузинской улице. Работы принимаются на выставку и находят покупателей.
В 1977 году он прекращает работу в издательстве и вступает в Московский горком художников-графиков на Малой Грузинской, в 1978 участвует в первой выставке «Двадцать московских художников». Впоследствии регулярно (1978—1985) участвует в выставках Двадцатки. В эти годы им написана работы: «Силуэты» (1974), «Старый Петербург» (1976), «Распятые книги» (1977), «Синяя птица» (1977), «Куклы» (1977), «Пушкинская Москва» (1979), «Персидские мотивы» (1981), все они были проданы прямо с выставок. В 1982 году он вступает в члены Союза художников СССР как художественный критик, но это даёт ему право продавать свои работы через экспортный салон Союза художников.
Первая персональная выставка Николая Смирнова состоялась в Центральном доме архитектора в 1984 году. В 1985 году его работы показываются на международной ярмарке искусства в Базеле на стенде Всесоюзного объединения «Международная книга». В 1986 с работами «Книги» и «Памяти 1812 года» художник участвует во Всероссийской выставке «Памятники Отечества». В мае 1987 года в журнале Огонёк на цветных вкладках публикуются четыре работы Смирнова со статьей Леонида Шишкина «Исторические натюрморты Николая Смирнова», которая приносит художнику всесоюзную известность. Картина «Пушкинские страницы» (1988) экспонируется на выставке «Советское изобразительное искусство» 1998 года в Японии и получает Золотую медаль Международной японской ассоциации художников как лучшая зарубежная картина года, выставленная в Японии. В 1989 году в издательстве «Искусство» выходит «Красная книга культуры», где на цветных вкладках публикуется восемь работ Смирнова со статьей Александра Якимовича. В эти годы художник создаёт картины «Бабушкины романсы» (1982), «Маскарад» (1983), «Разбитая лампада» (1983), «В начале века» (1986), «Отражения» (1987—1989), «Памяти Александра Блока» (1987), «Великий Пётр» (1990), «Раритеты» (1990).
В 1991 году Смирнов по приглашению посла Боливии в Москве Карлоса Серрате, в коллекции которого уже находилось шесть работ художника, уезжает в Ла-Пас. В 1992 году в Национальном художественном музее Боливии проходит его персональная выставка. В это время в Москве выходит из печати первый каталог работ Смирнова. В 1993 году, находясь в Боливии, художник выполняет работы «Распятие», «Христос из Потоси», «Тайная Вечеря», «Боливийские мотивы», «Цветы Боливии», «Серебряный век», «В 1812 году». В феврале 1994 года в доме приёмов министерства иностранных дел Боливии проходит вторая персональная выставка Смирнова. Он участвует в оформлении строящейся русской православной часовни в городе Кочабамба, пишет для неё иконы деисусного чина.
Осенью 1996 года художник возвращается в Москву. В 1999 участвует в выставке «Московская традиция» в галерее «Дом Нащокина» (вместе с Татьяной Назаренко, Владимиром Любаровым, Татьяной Черновой). Создаёт работы «Зажжённая лампада» (1996—1998), «Трофеи Весёлого Роджера» (1998), «Цветы» (1999), «Семейные реликвии» (1999—2000). Пишет иконы деисусного чина для Благовещенской церкви в Павловской слободе. В 2001 переезжает в подмосковный наукоград Пущино на Оке.
В 2003 возвращается к созданию масштабных исторических натюрмортов. Задумывает цикл картин «Великие эпохи» и пишет первую картину из этой серии «Готические времена». Путешествует по Италии, собирая материалы и впечатления для картины «Ренессанс», второй работы задуманной серии, заканчивает её в конце 2004 года. Начинает собирать материалы для художественного альбома и договариваться с владельцами работ о предоставлении их на персональную выставку, запланированную на 2006 год. Летом 2005 года снова едет в Италию, готовит дизайн-проект альбома, в октябре заканчивает картину «Царская охота», посвящённую русскому допетровскому искусству. 11 декабря 2005 года художник скончался от сердечного приступа. Похоронен в Москве на Ваганьковском кладбище.
На протяжении жизни художник фотографировал наиболее представительные свои работы, всего их оказалось 60. Их каталог был напечатан к посмертной персональной выставке, которая состоялась в 2010 году в Государственном Русском музее в Санкт-Петербурге.

## Выставки
- 1977 Февраль. Выставка живописи в зале Горкома графиков на Малой Грузинской улице.
- 1977 Осень. «Выставка портрета» в зале горкома графиков на Малой Грузинской улице.
- 1978—1985. Групповые выставки «Двадцать московских художников» на Малой Грузинской улице.
- 1983 Февраль. Персональная выставка в Московском доме архитекторов.
- 1984—1986. Международные выставки-ярмарки «Арт-Базель» в Базеле.
- 1986 Выставка «Памятники Отечества» в залах Московского дома художников на Кузнецком мосту.
- 1986 Выставка современной советской живописи в Доме управления фирмы «Ферросталь АГ» в Эссене.
- 1987 Всесоюзная Пушкинская выставка в Центральном выставочном зале «Манеж» (Москва).
- 1987 ФИАК-87, ежегодная Международная выставка-ярмарка современного искусства в Париже .
- 1987 Персональная выставка в Галери-де-Франс, Париж.
- 1988 Январь-март. Международная выставка двенадцати художников, работающих в стиле «обманки» в галерее Жисмонди, Париж
- 1988 Выставка советского искусства в Токио и Киото.
- 1989 Выставка в Фонде современного искусства Картье, Париж.
- 1989 Международная художественная выставка-ярмарка ARCO в Мадриде.
- 1990 Аукцион Фельдмана-Габсбурга, Нью-Йорк.
- 1992 Персональная выставка в Национальном художественном музее Боливии[исп.], Ла-Пас.
- 1994 Персональная выставка в Доме приёмов МИД Боливии.
- 1997 Выставка «Арт-Манеж-97», Москва.
- 1998 Выставка «Арт-Салон в ЦДХ», Москва.
- 1998 Персональная выставка в театре Геликон-опера, Москва.
- 1999 Выставка «Арт-Салон в ЦДХ», Москва.
- 1999 Выставка «Московская традиция» в галерее «Дом Нащокина», Москва.
- 2010 Персональная выставка «Вечное возвращение» в Государственном Русском музее, Санкт Петербург.